# Pareucalanus langae
Pareucalanus langae is een eenoogkreeftjessoort uit de familie van de Eucalanidae. De wetenschappelijke naam van de soort is voor het eerst geldig gepubliceerd in 1973 door Fleminger.